# Eving
Eving ist ein Stadtteil im gleichnamigen Stadtbezirk im Norden der Stadt Dortmund.

## Geschichte
Eving wurde erstmals vor und um 1220 als Evenecke in den Vogteirollen des Stifts Essen erwähnt. Der Ort urkundlich unterschiedlich 1287 Evenike, 1302 Euenic, 1303 Euenecke oder 1305 Evenich genannt. Im Jahr 1312 erscheint der Adelige Henricus de Eveneke im Lünener Urkundenbuch. 1317 wird der Schulte Everhardus schultetus de Evenica im Dortmunder Urkundenbuch genannt. 1368 der Ort curtem Evenich im Volmarsteiner Lehnsregister geführt. Der heutige Ortsname Eving setzte sich erst im 19. Jahrhundert durch.
Niedereving (†) wurde erstmals 1274 mit in campo Eveneke inferiori urkundlich erwähnt. Im 15. Jahrhundert als Nederen Euenyke in einem Heberegister. Obereving (†) erstmals 1839 als Ober-Ewing in einer Ortschaftstabelle.
Eving gehörte im Spätmittelalter und der Frühen Neuzeit im Kirchspiel Kirchderne und Amt Lünen (historisch) zur Grafschaft Dortmund, zeitweise zur Grafschaft Mark und ab 1504 zur Reichsstadt Dortmund.
Die Deutung des Ortsnamens kann mit ein spitzes Landstück oder aber Siedlung als Höhenzug oder Hügel des Evo’ umschrieben werden.
Im 19. Jahrhundert war Eving eine Landgemeinde im Landkreis Dortmund und Amt Lünen. 1895 hatte die Gemeinde (plus 2 Wohnplätze) eine Fläche von 6,25 km². Es gab 216 Wohngebäude mit 765 Haushaltungen und 4128 Einwohner.

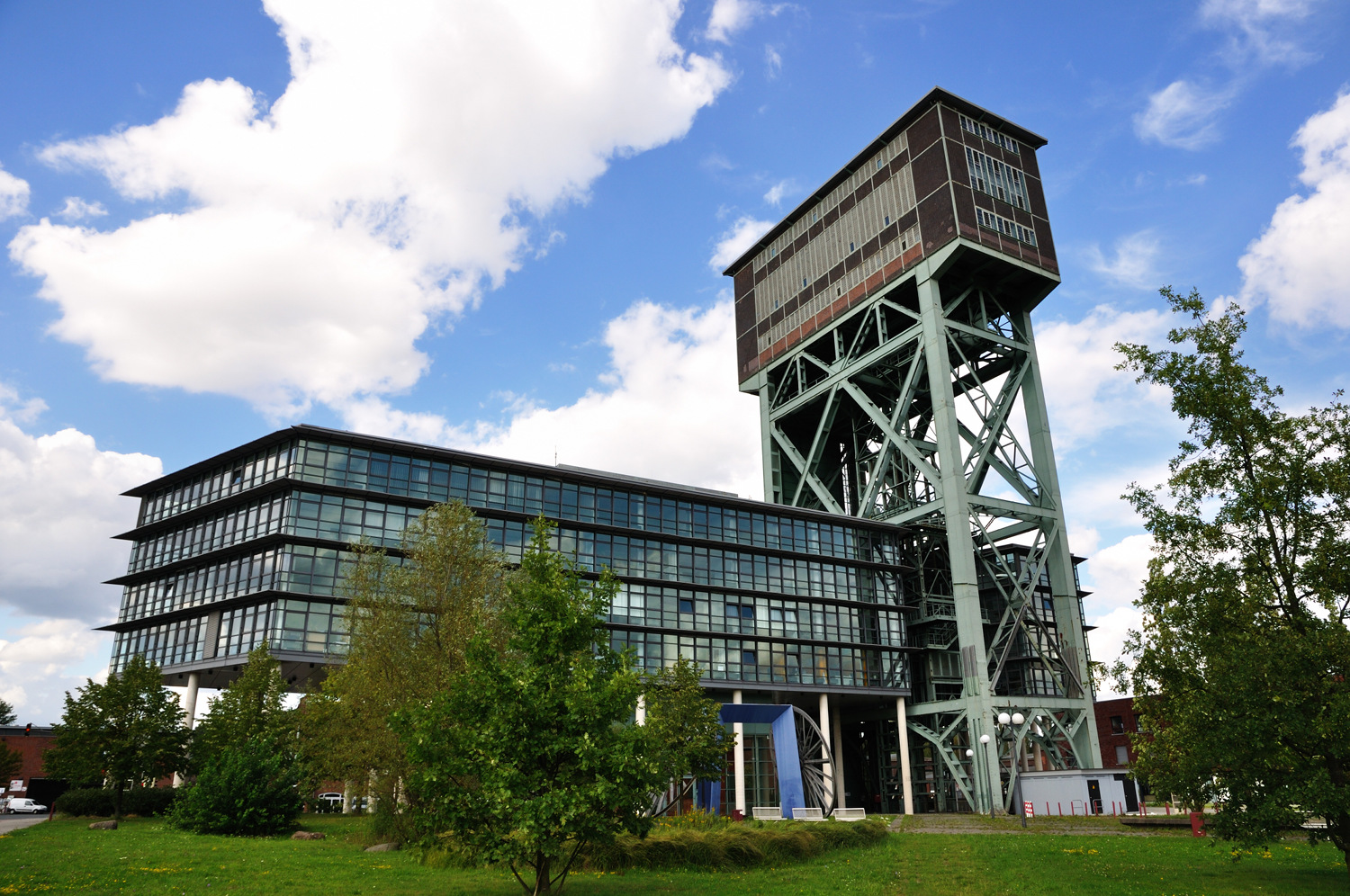
Hammerkopfturm der Zeche Minister Stein in Dortmund. Im nachträglich angebauten, länglichen Unterbau befinden sich Büroeinrichtungen.

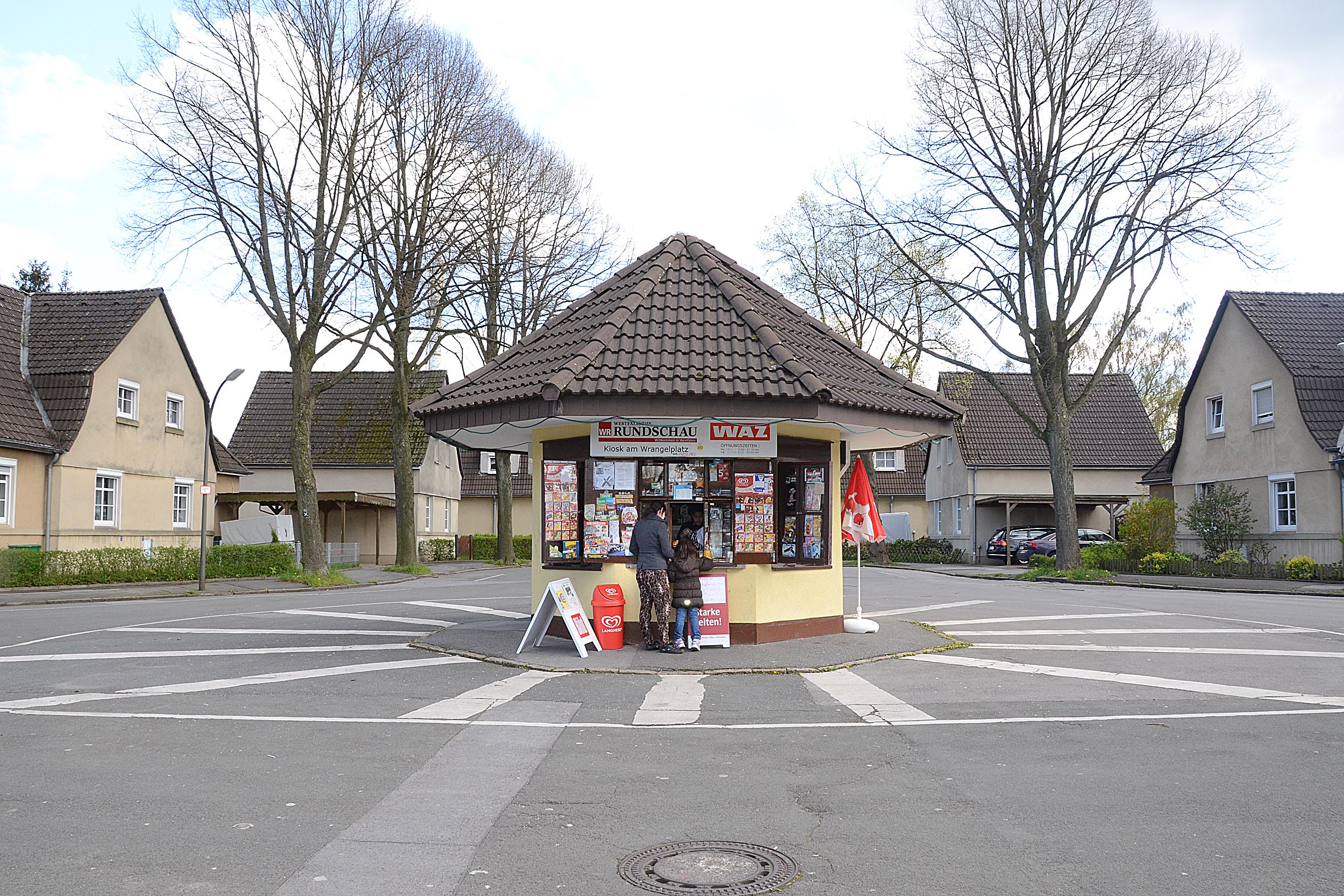
Kolonie Kirdorf in Dortmund-Eving

In Eving begann 1870 mit der Teufe der ersten Schächte auf den Steinkohlenzechen Zeche Minister Stein und Zeche Fürst Hardenberg der Wandel zur Industriegesellschaft. Die Zechen waren bis zur Stilllegung 1987 der Haupterwerbszweig im Stadtbezirk. Die Belegschaft der Bergwerke betrug in Spitzenzeiten bis fünftausend Beschäftigte.
Das ehemalige Betriebsgelände der Zeche Minister Stein bildet heute die Grundlage der Neuen Mitte Eving, dessen Wahrzeichen der sanierte Hammerkopfturm des Bergwerks ist.
Am 10. Juni 1914 wurde Eving nach Dortmund eingemeindet.
Durch den Zuzug von Bergleuten und Vertriebenen nach dem Zweiten Weltkrieg wohnten bis zu 41.000 Einwohner in Eving. Heute beträgt die Zahl der Einwohner 22.430.

### Bevölkerungsentwicklung
| Jahr | Einw.  |
| ---- | ------ |
| 1987 | 20.185 |
| 2003 | 21.093 |
| 2008 | 21.298 |
| 2013 | 21.635 |
| 2016 | 22.330 |
| 2018 | 22.235 |
| 2019 | 22.292 |
| 2020 | 22.281 |
| 2022 | 22.473 |
| 2023 | 22.415 |
| 2024 | 22.430 |

## Statistik
Am 31. Dezember 2024 lebten 22.430 Einwohner in Eving (mit Kemminghausen).
Strukturdaten der Bevölkerung Evings:
- Bevölkerungsanteil der unter 18-Jährigen: 17,8 % [Dortmunder Durchschnitt: 16,2 % (2018)][5]
- Bevölkerungsanteil der mindestens 65-Jährigen: 18,2 % [Dortmunder Durchschnitt: 20,2 % (2018)][6]
- Ausländeranteil: 32,3 % [Dortmunder Durchschnitt: 22,3 % (2024)][7]
- Arbeitslosenquote: 14,7 % [Dortmunder Durchschnitt: 11,0 % (2017)][8]

Das Durchschnittseinkommen liegt ca. 20 % unter dem Dortmunder Durchschnitt.

## Politik
In der Bezirksvertretung sind aktuell (Stand Januar 2023) acht Parteien vertreten. Bezirksbürgermeister ist Oliver Stens.
| Partei / Liste                          | Stimmenanteil | Sitze |
| SPD                                     | 36,84 %       | 7     |
| CDU                                     | 21,05 %       | 4     |
| Bündnis 90/Die Grünen                   | 15,79 %       | 3     |
| Die Linke                               | 5,26 %        | 1     |
| FDP                                     | 5,26 %        | 1     |
| BVT – Bündnis für Vielfalt und Toleranz | 5,26 %        | 1     |
| Alternative für Deutschland             | 5,26 %        | 1     |
| Die Rechte                              | 5,26          | 1     |

## Verkehrsanbindung
Eving besitzt mit zwei Stadtbahnlinien einen guten Anschluss an die Dortmunder Innenstadt, welche von der DSW21 betrieben werden. Die U41 fährt vom Lüner Stadtteil Brambauer in Eving auf der Evinger Straße, der Bundesstraße 54, durch die Neue Evinger Mitte über die City zum Dortmunder Stadtteil Hörde. Die U42 hingegen fährt vom Dortmunder Stadtteil Grevel durch Obereving über die City zum Stadtteil Hombruch. Neben den Stadtbahnlinien verkehren acht Buslinien in Eving, wovon sechs (410, 411, 412, 414, 415, 474) von der DSW21 betrieben werden. Diese verkehren in die benachbarten Stadtteile und -bezirke Innenstadt-Nord, Brechten, Derne, Mengede und Huckarde. Die VKU betreibt zusätzlich zwei Buslinien (C5, S30), die nach Lünen und Bergkamen verkehren. Nachts wird der Stadtteil durch vier NachtExpresse bedient, wovon drei durch die DSW21 (NE1, NE2, NE22) und eine durch die VKU (N10) betrieben werden.
Neben der B 54, welche Eving mit der Innenstadt verbindet besitzt der Stadtteil im Norden eine Autobahnanschlussstelle an die A 2.